# Anton Praetorius
Anton Praetorius (* 1560 in Lippstadt; † 6. Dezember 1613 in Laudenbach an der Bergstraße) war ein deutscher Pfarrer, reformierter Theologe, Schriftsteller (insbesondere Hexentheoretiker) und Kämpfer gegen Hexenprozesse und Folter.

Hexenverbrennung

## Biographie

### Frühe Jahre

Lippstadt

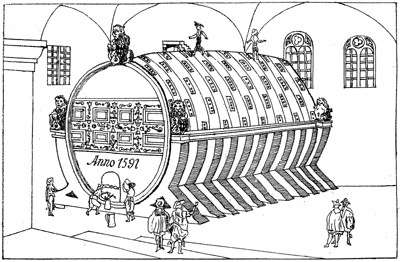
1. Großes Fass im Schloss

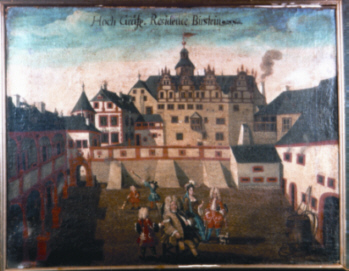
Birsteiner Schloss – alte Ansicht

Sein Vater war Matthes Schulze aus Lippstadt. Etwa um das Jahr 1580 herum übersetzte der Sohn seinen Namen ins Lateinische und nannte sich fortan Praetorius. Mit 13 Jahren erlebte er einen Hexenprozess mit Anwendung der Folter, der ihn stark beeindruckte und zu seinem Denken entscheidend beitrug.
Er heiratete 1584, wurde Lehrer und 1586 zum Rektor der Lateinschule in Kamen berufen. In dem Jahr 1585 brachte seine Frau Maria ihren Sohn Johannes zur Welt. 1587 wurde er lutherischer Diakon in Worms und 1589 zweiter Pfarrer an der Katharinenkirche in Oppenheim. 1588 hatte er sich bereits dem Calvinismus angeschlossen, der seinem Verständnis von der Radikalität der Botschaft Christi näher kam. Er wurde dann erster reformierter Pfarrer in Dittelsheim, wo er 1595 die älteste Beschreibung des 1. Großen Fasses im Heidelberger Schloss verfasste. Er pries es als Symbol für die Überlegenheit des calvinistischen Glaubens.

### Theologischer Schriftsteller
In seinem Werk De Pii Magistratus Officio forderte er 1596 die Fürsten zu einer bibelorientierten Erneuerung von Kirche und Nation gemäß Johannes Calvins Lehren auf. Seine Einführung als erster reformierter Pfarrer in Offenbach am Main (Grafschaft Ysenburg-Büdingen) scheiterte am entschlossenen Widerstand der lutherischen Gemeinde. Im gleichen Jahr starb seine Frau Maria. Er wurde dann vom Grafen von Büdingen und Birstein, Wolfgang Ernst, zum fürstlichen Hofprediger nach Ysenburg-Birstein berufen. 1597 heiratete er Sibylle Pistorius, die Tochter des Pfarrers aus Muschenheim/Lich. Im selben Jahr begann mit dem Birsteiner Hexenprozess sein Engagement gegen die Hexenverfolgung (siehe unten).
Dieses war nicht sein einziges Lebensthema: Mit einem Katechismus, dem Buch Haußgespräch und Kirchenliedern trug er auch zur Durchsetzung der calvinistischen Konfession bei. 1602 griff er mit dem Werk De Sacrosanctis mit einer Widmung für den Grafen Simon VI. in den Lehrstreit mit den Lutheranern um das Abendmahl ein. 1603 beschrieb er in einem Brief, wie er in Oberwöllstadt bei Frankfurt am Main verhaftet und mehrere Wochen inhaftiert wurde. Zuvor hatte er dort einen heftigen Disput über die Marienverkündigung kurz nach der Rekatholisierung des Ortes durch den Mainzer Erzbischof gehabt. Erst das persönliche Eingreifen seines Heidelberger Landesherrn, Kurfürst Friedrichs IV., rettete ihn aus der Haft.

### Persönlicher Einsatz gegen Hexenprozesse

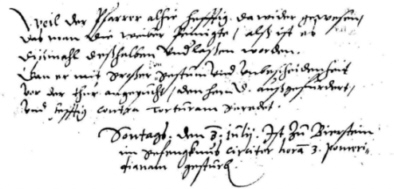
Hexenprozess Birstein 1597 (Auszug)

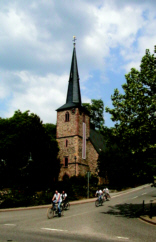
Kirche in Laudenbach/Bergstraße

1597 forderte die Bevölkerung in Birstein (im Norden des heutigen Main-Kinzig-Kreises) einen Hexenprozess gegen vier Frauen aus Rinderbügen (heute zur Stadt Büdingen gehörig). Praetorius wurde vom Grafen zum Mitglied des Hexengerichts berufen.
Dies bedeutete die Wende in seinem Leben. Er ertrug es nicht, wie unschuldige Frauen durch die Folter in den Tod getrieben wurden. In seiner Auffassung wurde er durch einige andere bestärkt, z. B. durch den Lehrer Johannes Cisnerus. Mit beispiellosem Ungestüm begehrte Praetorius auf und setzte alles daran, dass der Prozess beendet und die Frauen freigelassen würden. Als Ortspfarrer wetterte er heftig und erfolgreich gegen die Folter. Mittlerweile lebte nur noch eine der vier Gefangenen: Sie wurde freigelassen. Dies ist der einzige überlieferte Fall, dass ein Geistlicher während eines Hexenprozesses die Beendigung der unmenschlichen Folter verlangte – und Erfolg hatte. In den Prozessakten heißt es (siehe Abbildung des Textauszugs aus der Akte):

„weil der Pfarrer alhie hefftig dawieder gewesen, das man die Weiber peinigte, alß ist es dißmahl deßhalben underlaßen worden.“

### Literarischer Kampf gegen Folter und Hexenprozesse
Infolge seines vehementen Einsatzes für die Frauen verlor Praetorius sein Amt als Hofprediger: Graf Wolfgang Ernst entließ ihn. 1598 wurde er Pfarrer in Laudenbach (Bergstraße) in der Kurpfalz. Von dort aus eröffnete er – noch ganz unter dem Eindruck des Hexenprozesses in Birstein – seinen literarischen Kampf gegen Hexenwahn und unmenschliche Foltermethoden.
Etwa 37 Jahre vor Johann Matthäus Meyfarts Schrift Christliche Erinnerung, An Gewaltige Regenten, vnd Gewissenhaffte Praedicanten, wie das abscheuwliche Laster der Hexerey mit Ernst außzurotten, aber in Verfolgung desselbigen auff Cantzeln vnd in Gerichtsheusern sehr bescheidlich zu handeln sey, Justus Oldekops Cautelarum criminalium Sylloge practica und Friedrich Spees Cautio criminalis veröffentlichte er unter dem Pseudonym seines Sohnes Johannes Scultetus noch im Jahr 1598 das Buch Von Zauberey vnd Zauberern Gründlicher Bericht. In neun Kapiteln behandelte er darin das Zauberwesen, die Folter und die Rolle der Obrigkeit im Hexenprozess aus biblischer Sicht. Mit Argumenten aus der Bibel distanzierte er sich von Calvins und Luthers Aufrufen zur Verbrennung der Hexen und forderte die Abschaffung der Folter. Praetorius bezog sich in seiner Argumentation u. a. auf Hermann Witekind, der 1585 unter dem Pseudonym Augustin Lercheimer von Steinfelden das Buch Christlich bedencken vnd erjnnerung von Zauberey gegen die Hexenverfolgungen veröffentlicht hatte.
1602 fasste er in einer zweiten Auflage des Gründlichen Berichts den Mut, seinen eigenen Namen als Autor zu verwenden. 1613 erschien die dritte Auflage mit einem persönlichen Vorwort, ergänzt durch ein kritisches Gutachten lutherischer Theologen aus Nürnberg von 1602. So wurde die Neuauflage von 1613 ein überkonfessioneller Appell gegen Folter und Hexenprozesse.

Titelseite Bericht 1602

Die lange Liste der Widmungen des Buches zeigt, dass es in Deutschland von Danzig über Westfalen bis Rheinhessen unter Theologen und angesehenen Persönlichkeiten des öffentlichen Lebens einige Kritiker der Hexenprozesse gab. Pfarrer Johannes Adam aus dem Nachbarort Heppenheim etwa unterstützte Praetorius am 16. Februar 1613 mit einem Widmungsgedicht: „Du lies ohne Sorge!“ Damit empfahl er seiner Gemeinde das Buch.

## Theologische Begründung
Anton Praetorius ist unter den reformierten Theologen einer der ersten radikalen Gegner der Hexenverfolgungen. Er kommt von Calvins Zentralgedanken der „doppelten Prädestination“ (Vorherbestimmung des Menschen zum Guten wie zum Bösen) zu einer absoluten Skepsis gegenüber dem Hexenglauben. Er geht davon aus, dass die Zauberei nur ein Abfall von Gott und ein Pakt mit dem Teufel sein kann. Aber weder der Teufel noch die Zauberer haben eine über ihre Natur hinausgehende Macht. Die Zauberei wird von Gott bestraft, rechtfertigt aber nicht die Todesstrafe durch weltliche Gerichte. Damit greift Praetorius die Vorwürfe der Hexerei in ihrem Kern an: Zauberei kann für ihn im Grunde gar nicht existieren, weil sie „über menschlich Vermögen und wider die natürliche Ordnung Gottes ist“.
Als einzigen Maßstab lässt er das Wort der Heiligen Schrift gelten. Anfangs basiert seine Argumentation auf dem Alten Testament. Die dort vorgegebene Todesstrafe lässt er nur für Giftmörder gelten. Aber an der entscheidenden Stelle geht er vom Neuen Testament aus und stellt den Sinn des Vergebungshandelns Christi in den Mittelpunkt: „Wie der Apostel Paulus sagt: Wir sind nicht unter dem Gesetz, sondern unter der Gnade“ (Röm. 6,14). Von da aus sei es wichtiger, präventiv gegen Zauberei und Hexerei vorzugehen und durch umfassende Bildungsmaßnahmen und Beteiligung der Kirchenvorstände eine Wiederherstellung des wahren christlichen Glaubens und Verhaltens im Volk zu bewirken.
Praetorius war offenbar auch überzeugt, dass Zauberei kein ausschließlich weibliches Phänomen sei. Er spricht in seinen Büchern fast nur von Zauberern. Frauen als Hexen werden nur am Rande erwähnt.
1629 brachten Unbekannte eine vierte Auflage seines Berichtes über Zauberey und Zauberer heraus. Ein Grund dafür waren die damaligen heftigen Dispute über die Möglichkeit des Wetterzaubers durch Hexen, zu der Praetorius in seinem Buch Stellung bezog:

„Alles Wetter kommt von Gott zum Segen oder zur Strafe nach seiner Gerechtigkeit und mag den Hexen nichts davon zugeschrieben werden. Außerdem sind die Mittel, welche Hexen gebrauchen zum Wettermachen ganz und gar kraftlos.“

## Kritik an der Obrigkeit, ihren Beamten und ihren Methoden
Für damalige Verhältnisse ungewöhnlich deutlich und schroff kritisiert Praetorius in seinem Buch das Verhalten der Obrigkeit:

„Es muss ein Ende sein mit der Tyrannei, die bisher viele unterdrücket, denn Gott fordert Gerechtigkeit.“

Er fordert eine Amtsführung, die sich an Gottes Willen orientiert:

„Es sollten die obersten Herren gelehrt sein in Gott, fromm und ein Vorbild. … Christliche Obrigkeiten sollen das Werk der Zauberer auf christliche Weise hindern und strafen und Barmherzigkeit üben.“

Direkt, schonungslos und scharf klagt er die damalige Justiz an:

„Ihr seid im Unrecht. Ihr steht in des Kaisers Strafe, denn Ihr seid für mutwillige und öffentliche Totschläger und Blutrichter zu halten!“

Mit drastischen Worten kritisiert er Rechtsbrüche und Grausamkeit der Juristen:

„Welche Richter zu der Ungerechtigkeit Lust haben und unschuldiges Blut vergießen, werden in Gottes Hand zur Rache verfallen und sich selbst in die unterste Hölle hinabstürzen!“

Für die Durchführung von Hexenprozessen fordert er Verteidiger und mehrere, nicht nur einen Zeugen. Alle Angeklagten müssen gleich behandelt werden. Auch hierbei kann er sich auf Rechtsvorschriften des Alten und Neuen Testaments beziehen.

## Auseinandersetzung mit der Folter

Folter

Praetorius greift nicht nur das aktuelle Unrecht der Staatsvertreter an, sondern spricht der weltlichen Strafgewalt überhaupt das Recht ab, unmenschliche Verfahren und Strafen anzuwenden. Hierbei wendet er sich ganz besonders gegen die Folter, die er als unchristlich und für die Wahrheitsfindung unbrauchbar abweist und die er abgeschafft wissen will:

„Ich sehe nicht gern/ dass die Folter gebraucht wirdt.

1. Weil fromme Koenige vnd Richter im ersten Volck Gottes sie nicht gebraucht haben:

2. Weil sie durch Heidnische Tyrannen auffkommen:
3. Weil sie vieler vnd grosser Luegen Mutter ist
4. Weil sie so offt die Menschen am leibe beschaediget.
5. Weil auch endlich viel Leut/ ohn gebuerlich vrtheil vnd Recht/ ja ehe sie schuldig erfunden werden/ dadurch in Gefaengnussen vmbkommen: Heut gefoltert/ Morgen todt.“

ebd., S. 179:

„Auch findt man in Gottes Wort nichts von Folterung/ peinlicher Verhoer/ vnd durch Gewalt vnd Schmertzen außgetrungener Bekaentnuß/“

ebd., S. 182:

„Weil dann die peinliche verhoerung so vnchristlich/ so scharpff/ so gefaehrlich/ so schaedlich/ vnd darzu so betrieglich vnd vngewiß/ soll sie billich von Christlicher hoher Oberkeit nicht gebrauchet noch gestattet werden.

Je mehr jemand foltert vnd foltern laesset/ je gleicher er den Tyrannen thut vnd wird.“

ebd., S. 235:

„Endlich ist gewiß/ der Teuffel fuehlet der Folter Schmertzen nicht/ vnd wirdt dardurch nicht vertrieben.“

ebd., S. 239:

„Ihr Herrn vnd Richter habt den armen Leuten mit Folterung … auff den Weg der verzweiffelung gebracht …: Derhalben seyd ihr schuldig an ihrem Todt.“

Er beschreibt nicht nur das Unrecht der Täter, sondern auch die Auswirkungen des damaligen Strafvollzugs auf die Opfer und beobachtet präzise dessen psychische und soziale Folgen. Erschreckend genau ist seine auf eigener Anschauung beruhende Schilderung von den Gefängnissen der Hexen und ihren Qualen. Schon ihre gewaltsame Einkerkerung verursache bleibende seelische Schäden. Er fordert nicht nur die Abschaffung der Folter, sondern auch anständige Räumlichkeiten als Gefängnisse.
Insgesamt ist Praetorius einer der ersten Theologen, die sich von ihrer christlichen Grundüberzeugung her mit der gesamten Folterpraxis ihrer Zeit auseinandersetzen und diese rechtlich und moralisch verwerfen.

## Lebensende und Würdigung

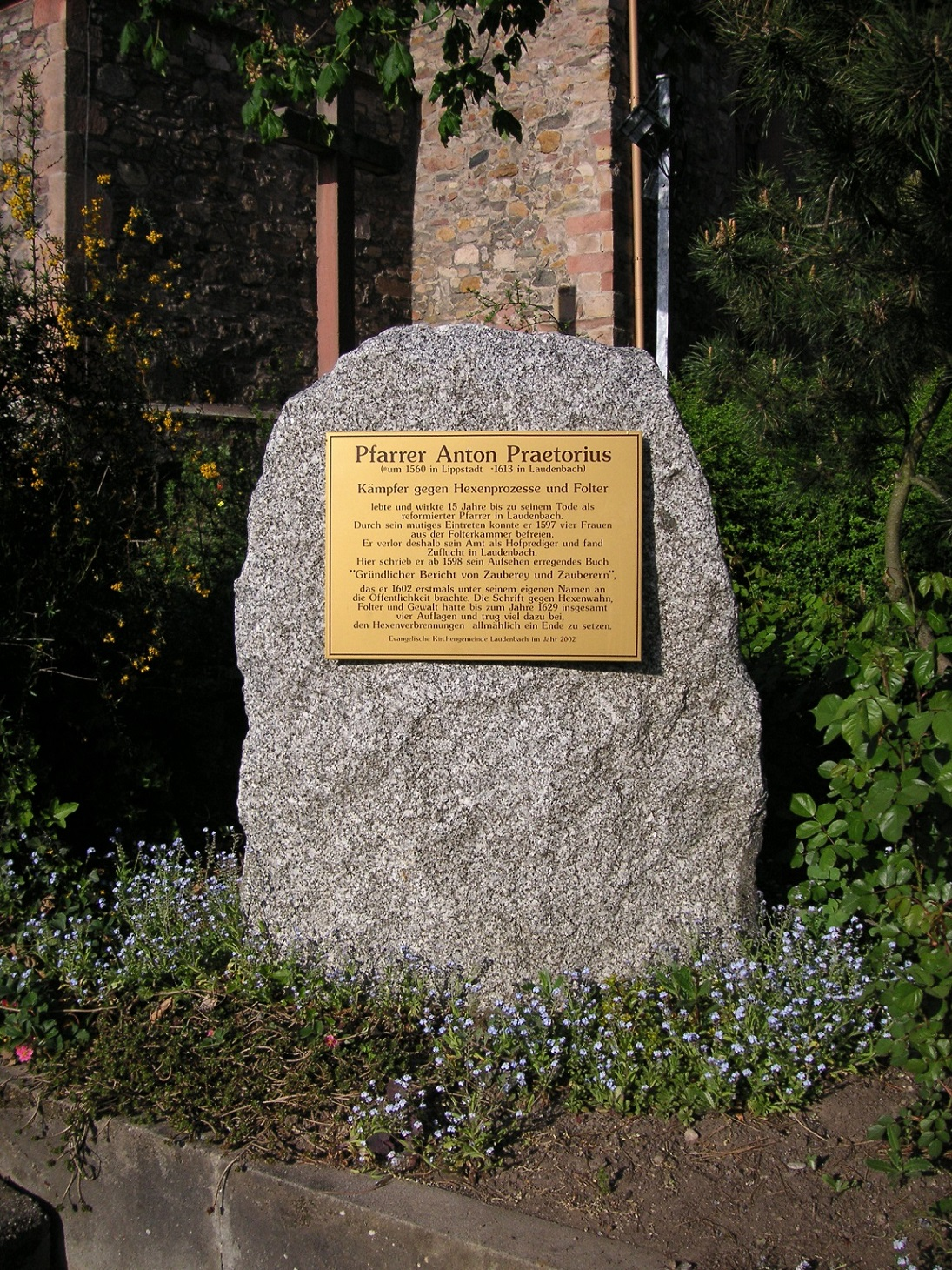
Laudenbach/ Bergstraße: Gedenkstein für Pfarrer Anton Praetorius vor der evangelischen Kirche. Hier war er Gemeindepfarrer 1598–1613.

Anton Praetorius wurde in seinem Leben mit viel Leid und Krankheit konfrontiert. Er überlebte eine Verlobte sowie drei Ehefrauen, die ihm 11 Kinder schenkten, die fast alle sehr früh gestorben sind. Der einzige überlebende Sohn, Johannes, studierte in Heidelberg Theologie, starb aber schon mit 28 Jahren.
Kurz vor seinem Lebensende scheint sich das Glaubens- und Gottesverständnis von Praetorius aufgrund dieser persönlichen Schicksalsschläge vollkommen verändert zu haben: So lässt es seine Rede „Nemo“ (Niemand) anlässlich einer Hochzeit 1613 in Weinheim vermuten.
Zwei Jahrzehnte hatte Praetorius zu den führenden Calvinisten seiner Zeit gehört. Seine deutschen und lateinischen Schriften machen deutlich, wie er immer neu um einen eigenen Standpunkt ringt, und zeigen die Veränderung seiner Lebens- und Glaubensüberzeugungen. Seine Bücher sind geprägt von fundierter Bibelkenntnis. Den Widmungen in seinen Schriften zufolge erfuhr er in seinem Kampf um die Abschaffung der Hexenverfolgung Unterstützung von Persönlichkeiten in ganz Deutschland. Seine letzte Ansprache deutet an, wie ihn an seinem Lebensende persönliche Katastrophen an der gnädigen Vorsehung Gottes zweifeln ließen.

Am 6. Dezember 1613 starb Anton Praetorius im Alter von 53 Jahren in Laudenbach/Bergstraße im Pfarrhaus. Am Sonntag, den 8. Dezember, hielt der Pfarrer Reinhard Wolf aus der Nachbargemeinde Hemsbach die Beerdigung von Praetorius. 

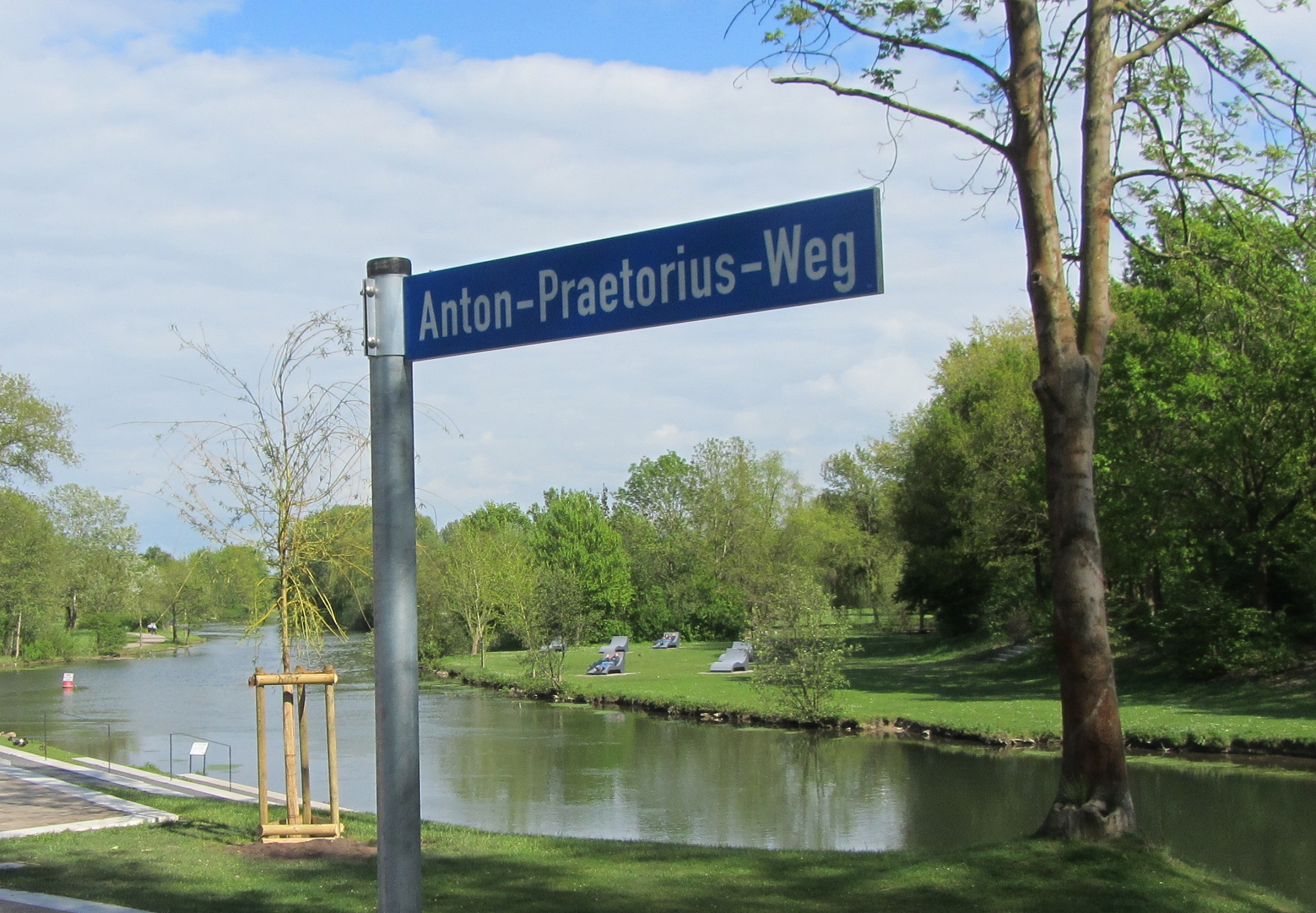
Einweihung Anton-Praetorius-Weg in Lippstadt am 7. Mai 2015 im Grünen Winkel

In seiner Ansprache dazu schilderte er ausführlich das Leben und Wirken seines Amtskollegen aus Laudenbach, erwähnte jedoch dessen literarisches und persönliches Engagement gegen Hexenwahn, Hexenprozesse und Folter, das in ganz Deutschland Beachtung gefunden hatte, mit keinem Wort. Unüberhörbar distanzierte er sich damit von diesem Kampf und übte indirekt Kritik daran.
Hinweise, dass Praetorius 1625 als reformierter Inspektor beziehungsweise Superintendent in Alzey verstorben sein soll, erweisen sich aufgrund der Angaben in der Beerdigungspredigt von Pfarrer Wolf (veröffentlicht im Jahr 1614) als nicht zutreffend. Hier handelt es sich um eine namensgleiche andere Person.
Mehrere Orte und Institutionen haben die Anregung zu einem ehrenden Gedenken für Pfarrer Anton Praetorius aufgegriffen: Laudenbach (Bergstraße), Oppenheim, Birstein, Dittelsheim-Heßloch, Büdingen, Lippstadt und die Evangelische Kirche von Westfalen. In Kamen wird 2020 von Hartmut Hegeler eine Plakatausstellung über Leben und Wirken von Anton Praetorius im Haus der Stadtgeschichte gezeigt.
Zu seinem 400. Todestag widmete ihm das Deutschlandradio die Sendung Kalenderblatt und der WDR das Zeitzeichen.
Anfang der 2020er Jahre wird in Laudenbach an der Bergstraße ein nach ihm benanntes Gemeindehaus (Anton-Praetorius-Haus) direkt vor die alte Dorfkirche gebaut. Auch der Platz vor der Kirche ist nach ihm benannt (Anton-Praetorius-Platz).

## Werke

Titelseite Fassgedicht 1595

- Vas Heidelbergense, Heidelberg, Oktober 1595 (Von diesem Werk gibt es weltweit nur noch ein Exemplar. Das lateinische Gedicht liegt jetzt von Burghard Schmanck übersetzt vor – siehe unten unter Literatur im Buch: Anton Praetorius und das 1. Große Fass von Heidelberg)
- De pii magistratus officio (Gedicht über Pflichten christlicher Fürsten, gewidmet Wolfgang Ernst, Herr von Ysenburg, Graf von Büdingen und Birstein). Heidelberg, Druckerei des Christoph Löw, 1596 (Das lateinische Gedicht liegt jetzt von Burghard Schmanck übersetzt vor – siehe unten unter Literatur im Buch: Antonius Praetorius – Vom Kirchenreformator zum Kämpfer gegen Hexenprozesse und Folter in der Wetterau. De Pii Magistratus Officio – Des frommen Amtsträgers Pflicht)
- Hauptstück (Katechismus) Christlicher Religion sampt den gemeinesten Gebetlein/ und etlichen Fragen/ Jungen und Alten vom wege der Seligkeit zu wissen nötig und gnug: Vor Kirchen und Schulen der Ober und Under Graff und Herrschafft Isenburg/ gebessert und vermehret. Getruckt zu Lich in der Graffschafft Solms/ Durch Nicolaum Erbenium. 1597. Fragment
- Haußgespräch, darinn kurtz doch klärlich vnd gründlich begriffen wirdt, was zu wahrer Christlicher Bekanntnuß auch Gottseligem Wandel … zu wissen von nöhten, Lich 1597. Textauszug 2,1 MB PDF
- Gründlicher Bericht von Zauberey und Zauberern/ darinn dieser grausamen Menschen feindtseliges und schändliches Vornemen/ und wie Christlicher Obrigkeit ihnen Zubegegnen/ ihr Werck zuhindern/ auffzuheben und zu Straffen / gebüre und wol möglich sey … kurtz und ordentlich erkläret. Durch Joannem Scultetum Westphalo–camensem. Gedruckt zu Lich/ in der Graffschaft Solms bey Nicolao Erbenio. 1598 (Johannes Scultetus ist ein Pseudonym für Anton Praetorius)
- Clarissimo juris utriusque Doctori Domino Jano Grutero Sponso. Hochzeitsgedicht für Jan Gruter, (übersetzt von Burghard Schmanck) 1601
- Gründlicher Bericht von Zauberey und Zauberern: kurtz und ordentlich erkläret durch Antonium Praetorium, gedruckt zu Lich/ 1602
- De Sacrosanctis Sacramentis novi foederis Jesu Christi (Sakramentslehre über Abendmahl und Taufe), Drucker: Wolgangus Kezelius und Conradus Nebenius, Lich 1602 (übersetzt von Burghard Schmanck – siehe unten unter Literatur)
- Nemo Ad Desideratissimas […] Nuptias […] 15. Iunii.,1613 (dt.: Niemand kommt zu der heißersehnten Vermählung […]; ein Hochzeitsgedicht). Lancellotus Heidelberg (Von diesem Werk gibt es weltweit nur noch ein Exemplar. Das lateinische Gedicht liegt jetzt von Burghard Schmanck übersetzt vor im Buch „Anton Praetorius und das 1. Große Fass von Heidelberg“ – siehe unten unter Literatur)
- Von Zauberey und Zauberern/ Gründlicher Bericht. Gedruckt 1613 zu Heydelberg/ durch Johann Lancellot/ In verlegung Andreae Cambier. Abschrift des Textes. 1,3 MB PDF
- Gründlicher Bericht., Getruckt 1629 zu Franckfurt am Mayn/ durch Johann Niclas Stoltzenbergern/ In Verlag Johann Carl Unckels
- Mehrere handschriftliche Briefe